# Sjógv
El municipio de Sjógv es una entidad administrativa de las Islas Feroe (Dinamarca). Su capital y mayor localidad es el pueblo de Strendur. Su población estimada total es de 960 habitantes.
El municipio se formó a partir de la parroquia eclesiástica del mismo nombre, que tenía su sede en Strendur. En 1952 se escindieron de Sjógv las localidades de Skála y Skálabotnur para formar el municipio de Skála (desde 2005 integrado en Runavík).

## Demografía
Sjógv tiene una población estimada de 960 habitantes en 2011, lo que representa un descenso de 45 personas con respecto a 2010. Hay cinco localidades en el municipio.
| Localidad     | Hab. |
| ------------- | ---- |
| Innan Glyvur  | 72   |
| Kolbanargjógv | 38   |
| Morskranes    | 27   |
| Selatrað      | 38   |
| Strendur      | 785  |
| TOTAL         | 960  |

## Política
Sjógv está gobernado por un concejo municipal de 7 personas. Su alcalde desde 2009 es Arthur Johansen, adherido al Partido de la Igualdad.